# 白翅啄木鸟
白翅啄木鸟（学名：Dendrocopos leucopterus）为啄木鸟科鸟类，主要分布於中亞地區。该物种的模式产地在新疆莎車。